# Đảo Rennell

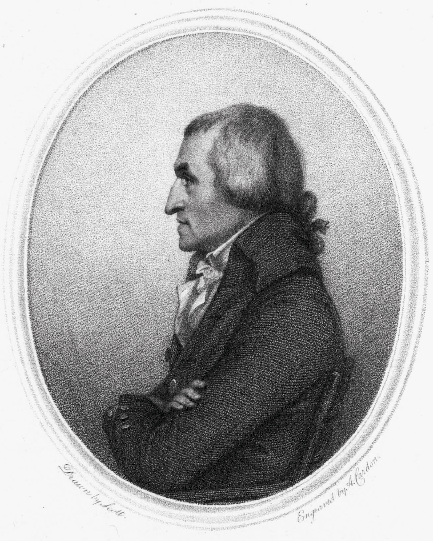
James Rennell (1799)

Rennell, ở bản thổ còn biết đến với cái tên đảo Mungava, là hòn đảo chính và lớn nhất trong hai hòn đảo tạo nên tỉnh Rennell và Bellona, Quần đảo Solomon (hòn đảo còn lại là đảo Bellona). Đảo Rennell có diện tích là 660 km2 (250 Mile2), với chiều dài của đảo là 80 km, và rộng 14 km. Nó là hòn đảo san hô lớn thứ hai trên thế giới, với hồ Tegano, được xem là hồ nước lớn nhất các đảo ở Thái Bình Dương, được biết đến như là một di sản thế giới. Đảo Rennell có khoảng 1840 người gốc Polynesia chủ yếu nói tiếng Rennell, Pijin và một số nói tiếng Anh.
Đảo Rennell nằm cách Honiara (thủ đô của quần đảo Solomon) 236 km về phía Nam, cách Brisbane (thủ phủ tiểu bang Queensland) 1,900 km về phía Đông. Thủ phủ của tỉnh là Tigoa, tọa lạc phía Tây đảo Rennell.

## Lịch sử
Những cư dân ngày nay nói rằng tổ tiên của họ (Kait'u) đến đây khoảng năm 1400 TCN từ Ubea/Uvea (ngày nay là đảo Wallis), vượt biển cả mênh mông để đến định cư ở quần đảo Solomon. Một trong các làng cạnh Hồ Tegano được gọi là Hutuna, giải thích việc định cư ở Rennell của người từ Wallis và Futuna (thuộc Pháp).
Thuyền trưởng Butler HMS Walpole đã phát hiện ra đảo vào năm 1801, trước đó ông đã phát hiện ra đảo Walpole. Tên đảo ngày nay có thể được đặt theo tên của nhà hải dương học James Rennell. Năm 1933, Crocker Templeton Expedition phát hiện ra một số loài đặc hữu trên hòn đảo. Trong chiến dịch Thái Bình Dương của chiến tranh thế giới thứ II, các máy bay tiêm kích đánh chặn/tiêm kích-ném bom Nakajima A6M2-N của Nhật Bản hoạt động ở hồ Tegano cho đến khi những chiếc thủy phi cơ Catalina của Mỹ sử dụng hồ như là một nơi đóng quân sau năm 1943. Trận chiến đảo Rennell là trận hải chiến lớn cuối cùng của Chiến dịch Guadalcanal xảy ra từ ngày 29 tháng 1 năm 1943 đến 30 tháng 1 năm 1943. Vào cuối cuộc chiến, 8 chiếc thủy phi cơ Catalina của quân đội Hoa Kỳ đã bị đánh đắm trong hồ và ngày nay có thể nhìn thấy chúng từ mặt hồ.